# 奧蘭多·克韋多
奧蘭多·貝爾特朗·克韋多（1939年3月11日—），是天主教菲律賓籍司鐸級樞機及哥打巴托總教區榮休總主教。

## 生平
奧蘭多生於1939年3月11日，菲律賓北伊羅戈省的首府佬沃。1945年，他在佬沃Shamrock學校就讀及於1950年，在南哥打巴托省科羅納達爾的科羅納達爾中央小學畢業。1950年至1954年，入讀聖母高中。於1960年，他獲得了哲學學位在聖荷西學院。他於1964年6月5日在無玷聖母獻主會晉鐸。
1980年10月28日晉牧，並被時任教宗若望·保祿二世任命為基達帕萬自治監督區自治監督。1986年3月22日，改任命為新塞哥維亞總教區總主教。直到1998年5月30日，接替Philip Smith成為哥打巴托總教區正權總主教。2014年2月22日被任為司鐸級樞機。
2018年11月6日，教宗方濟各接受他辭去總教區總主教，此職由安赫利托·R·蘭蓬接任。